# 池秀媛
池秀媛（1967年6月18日—），韓國女演員。1993年，24歲時演出由韓國導演康祐碩執導的電影《特警冤家》出道，並憑藉該片獲得1994年第30屆百想藝術大獎女子新人演技獎及入圍同年第15屆青龍電影獎最佳女配角獎。1995年，憑藉電影《髮型師》再次入圍同年第16屆青龍電影獎最佳女配角獎。
2000年，憑藉電影《迷失誘罪》的性感演出獲得「韓國莎朗·史東」的美譽。

## 演出作品

### 電視劇
- 1991年：KBS《水之國（朝鲜语：물의 나라 (드라마)）》飾 徐記者
- 1992年：SBS《親愛的你（朝鲜语：사랑하는 당신）》飾 姜小姐
- 1994年：MBC《做電影》飾 申夏英
- 1995年：MBC《Best劇場－灰姑娘不再住在這裡了》飾 元美玲
- 1995年：MBC《蜘蛛（朝鲜语：거미 (드라마)）》飾 李美蘭
- 1996年：KBS《顏色（朝鲜语：컬러 (드라마)）之藍色》飾 韓穎仁
- 1996年：KBS《今天刮南東風（朝鲜语：오늘은 남동풍）》飾 朴秀敏
- 1999年：MBC《Best劇場－誘惑》飾 允熙
- 2000年：iTV《Doctor Doctor》
- 2000年：SBS《警察特攻隊》飾 宋恩熙
- 2000年：KBS《TV文學館－與橋樑的風景》飾 文係長
- 2001年：KBS《明成皇后》
- 2001年：KBS《Drama City－他愛我嗎？》飾 晶雅
- 2001年：MBC《Best劇場－幸福的男人》飾 宋英蘭
- 2001年：MBC《掛念你的臉（朝鲜语：보고싶은 얼굴）》飾 金敏珠
- 2002年：KBS《薩克斯和糯米糕（朝鲜语：색소폰과 찹쌀떡）》飾 朴子敬
- 2002年：MBC《Best劇場－你的房子》飾 慧秀
- 2002年：MBC《請預約愛情（朝鲜语：사랑을 예약하세요）》飾 崔美京
- 2003年：KBS《百萬朵玫瑰（朝鲜语：백만송이 장미 (드라마)）》飾 金順玉
- 2003年：SBS《仙女與騙子（朝鲜语：선녀와 사기꾼）》飾 梁美愛
- 2003年：SBS《狎鷗亭宗家（朝鲜语：압구정 종갓집）》飾 徐英
- 2003年：MBC《用生命去愛你（朝鲜语：죽도록 사랑해）》飾 金在玉
- 2005年：KBS《Drama City－會再次相愛嗎？》飾 裕景
- 2005年：SBS《我愛你，冤家（朝鲜语：사랑한다 웬수야）》飾 河昭蘭
- 2006年：MBC《尋找姚樂茜（朝鲜语：도로시를 찾아라）》飾 徐智秀
- 2006年：MBC《珍惜現在（朝鲜语：있을 때 잘해!!）》飾 裴英祚
- 2009年：SBS《不是誰都能愛》飾 吳楓蘭
- 2010年：SBS《微笑，媽媽》飾 尹敏珠
- 2013年：MBC《黃金彩虹》飾 張美琳
- 2014年：JTBC《山蒜醬湯：12年後的重逢》飾 金英姬
- 2014年：KBS《布穀鳥巢》飾 鄭珍淑
- 2014年：KBS《Trot戀人》飾 張俊賢的媽媽
- 2015年：MBC《輝煌或瘋狂》飾 皇太后劉氏
- 2015年：KBS《Drama Special－陌生童話》飾 瑪莉
- 2015年：MBC《甜蜜殺氣的家族》飾 吳珠蘭
- 2016年：MBC《家和萬事成》飾 奉三淑
- 2016年：MBC《黃金口袋》飾 慕蘭雪
- 2017年：MBC《冰球》
- 2017年：OCN《Black》飾 朴智秀
- 2018年：KBS《明日也晴朗》飾 尹善熙
- 2018年：Netflix《心靈的聲音：Reboot》飾 崔愛鳳的媽媽
- 2019年：KBS《Drama Special－屋宇屋宙》飾 崔信惠
- 2019年：MBC《意外發現的一天》飾 車智賢
- 2019年：KBS《優雅的母女》飾 徐銀河
- 2021年：TVING《來魔女食堂吧》飾 朴善
- 2021年：MBC《第二任丈夫》飾 朱海蘭
- 2022年：Disney+《警校菜鳥》飾 吳淑子
- 2022年：KBS《颱風的新娘》飾 徐允熙／鄭慕妍
- 2022年：MBC《以一當百執事》飾 崔美蘭
- 2024年：MBC《勇敢無雙龍水晶》飾 琴漢陽
- 2024年：Disney+《紅天鵝》飾 張秀蓮
- 2024年：KBS《灰姑娘遊戲》飾 崔明智
- 2025年：MBC《加州汽車旅館》飾 秀智

### 電影
- 1993年：《特警冤家》飾 秀媛
- 1994年：《相愛的好日子（朝鲜语：사랑하기 좋은 날 (영화)）》飾 吳時靜
- 1995年：《有鋼琴的冬天（朝鲜语：피아노가 있는 겨울）》飾 智愛
- 1995年：《髮型師（朝鲜语：헤어드레서 (1995년 영화)）》飾 李琴珠
- 1996年：《特警冤家續集（朝鲜语：투캅스 2）》飾 秀媛
- 1998年：《死不張揚離奇失魂事件（朝鲜语：조용한 가족）》飾 恩珠（客串）
- 2000年：《迷失誘罪》飾 裕真
- 2008年：《卡車（朝鲜语：트럭 (2008년 영화)）》飾 吳佳媛（客串）

## MC
- 1996年：KBS《第34屆大鐘獎（朝鲜语：제34회 대종상）》

## 獎項紀錄
- 1994年：百想藝術大獎 – 電影部門 女子新人演技獎《特警冤家》
- 2006年：MBC演技大獎 – 女子優秀演技獎《珍惜現在（朝鲜语：있을 때 잘해!!）》

## 外部連結
- 池秀媛在互联网电影资料库（IMDb）上的資料（英文）
- 池秀媛在韩国电影数据库（KMDb）上的資料（韓語）
- 池秀媛的Facebook專頁
- 池秀媛的Instagram帳戶